# Josep Maria Benet i Jornet
Pour les articles homonymes, voir Benet (homonymie) et Jornet.
Josep Maria Benet i Jornet, né le 20 juin 1940 à Barcelone en Catalogne et mort le 6 avril 2020 à Lérida (Catalogne), est un ⁣⁣dramaturge⁣⁣, cinéaste et scénariste catalan.

## Biographie
Son grand-père Josep Benet est un paysan de la commune de Les Borges Blanques. Son autre grand-père, Francisco Jornet, médecin, lié à un parti de droite, est assassiné par les républicains au début de la guerre d'Espagnei en 1936. Son père, Pere, devenu comptable, se marie et loue un petit appartement à Barcelone, sur la Ronda de Sant Antoni, où Josep Maria et sa sœur Núria sont nés.
Josep Maria Benet i Jornet étudie d'abord dans une école de la congrégation de la Mission, puis dans une école des Clercs réguliers des écoles pies à Sant Antoni. Son intérêt pour le théâtre est né de la lecture de bandes dessinées auxquelles il ajoute ses dessins et dialogues pour créer son propre texte.
Il poursuit des études en philosophie et en lettres à l'université de Barcelone.
Il participe à la lutte anti-franquiste bien qu'il n'ait adhéré à aucun parti politique. Dans des classes clandestines, il apprend la littérature catalane des XIXe et XXe siècles. En 1962, il s'inscrit à l'école d'art dramatique Adrià Gual où il entre en contact avec les meilleurs représentants du milieu théâtral de l'époque, dont Maria Aurèlia Capmany et Josep Montanyès. En 1963, il remporte le prix Josep M. de Sagarra pour sa première pièce, Una vella, coneguda olor, où se perçoivent les influences conjuguées du théâtre espagnol d'Antonio Buero Vallejo et du théâtre nord-américain d'Eugene O'Neill et d'Arthur Miller, avant que ses œuvres subséquentes soient nettement sous l'égide du théâtre de Bertolt Brecht. En parallèle, il écrit du théâtre pour enfants.
Son théâtre réaliste se caractérise par une réflexion sur l'individu et la société qui l'entoure, mais son travail évolue dans les années 1980 vers des thèmes plus intimes et existentiels, le rapprochant de l'écriture dramatique du Britannique Harold Pinter.
Il reçoit le prix national de littérature dramatique en 1995 pour Actrice : E.R. (E.R.), pièce est adaptée au cinéma par Ventura Pons en 1996 sous le titre Actrices (Actrius).
Dans la pièce Testament (1996), il décrit la relation entre un enseignant homosexuel malade et son jeune étudiant, prostitué. La pièce est adaptée au cinéma par l'auteur pour un film réalisé par Ventura Pons en 1998 sous le titre Ami/Amant (Amic/Amat).
Dans les années 1990, il devient connu du grand public comme scénariste de séries télévisées, notamment Poblenou (1993-1994) et, surtout, Amar en tiempos revueltos (2005-2012), ainsi que Ventdelplà (2005-2010).
En 2013, il reçoit le prix d'honneur des lettres catalanes.

### Mort
Atteint de la maladie d'Alzheimer depuis 2015, Josep Maria Benet i Jornet meurt le 6 avril 2020 des suites du coronavirus.

## Œuvre

### Théâtre
- Una vella, coneguda olor (1964)
- Cançons perdudes: Drudània (1970)
- Fantasia per a un auxiliar administratiu: obra en dues parts (1970)
- Marc i Jofre o els alquimistes de la fortuna  (1970)
- Berenàveu a les fosques (1972)
- La desaparició de Wendy i altres obres (1974)
- Revolta de bruixes  (1976)
- La nau (1977)
- Descripció d'un paisatge i altres textos (1979) Description d'un paysage, traduit par Ángeles Muñoz, (volume comprenant aussi Le Bois de hêtres, traduit par André Delmas), Paris, Éditions de l'Amandier, coll. « Théâtre », 2003  (ISBN 2-907649-77-9)
- Quan la ràdio parlava de Franco (1980), en collaboration avec Terenci Moix
- Baralla entre olors: peça dramàtica en un acte (1981)
- Elisabet i Maria (1982)
- Dins la catedral (Josafat) (1985)
- El manuscrit d'Alí Bei (1988)
- Ai, carai! (1989)
- Desig (1991) Désir, traduit par Rosine Gars, (volume comprenant aussi la pièce Fugaces), Paris, Éditions théâtrales, 1994  (ISBN 2-907810-53-7)
- Dos camerinos: apunts sobre la bellesa - 3 (1990)
- A la clínica: apunts sobre la bellesa del temps - 1 (1993)
- Fugaç (1994) Fugaces, traduit par Michel Azama, (volume comprenant aussi la pièce Désir), Paris, Éditions théâtrales, 1994  (ISBN 2-907810-53-7)
- E. R. (1994) Actrices : E. R., traduit par Rosine Gars, Paris, Éditions de l'Amandier, 1999  (ISBN 2-907649-25-6) ; réédition, Paris, Éditions de l'Amandier, coll. « Theâtre, domaine étranger » no 7, 2013  (ISBN 978-2-35516-202-2)
- Alopècia (1994)
- Testament (1996) Testament, traduit par Rosine Gars, (volume comprenant aussi Le Venin du théâtre, traduit par Pep Planas et Christian Camerlynck), Paris, Éditions de l'Amandier, coll. « Théâtre », 1998  (ISBN 2-907649-21-3)
- Precisament avui / Confessió  (1996) Précisément aujourd'hui, traduit par André Delmas, (volume comprenant aussi Serviettes de plage (Tovalloles de platja), traduit par André Delmas), Paris, Éditions de l'Amandier, coll. « Théâtre », 2006  (ISBN 2-915695-66-0)
- El gos del tinent (1997)
- Olors (2000)
- Això, a un fill, no se li fa (2002) Faire ça ! À son fils ?, traduit par André Delmas, (volume comprenant aussi La Femme incomplète (La dona incompleta), traduit par André Delmas), Paris, Éditions de l'Amandier, coll. « Théâtre », 2010  (ISBN 978-2-3551-6109-4)
- L'habitació del nen (2003) La Chambre de l'enfant, traduit par Josep M. Vidal i Turon ; adaptation française d'Hervé Petit, Paris, Éditions de l'Amandier, coll. « Théâtre », 2004  (ISBN 2-915695-13-X) ; réédition aux mêmes éditions en 2007  (ISBN 978-2-35516-011-0)
- Salamandra (2005) Salamandre, traduit par Hervé Petit, en collaboration avec Neus Vila, Paris, Éditions de l'Amandier, coll. « Théâtre », 2007  (ISBN 978-2-915695-92-2)
- Soterrani (2008) Sous-sol, traduit par Denise Boyer, Paris, Éditions de l'Amandier, coll. « Théâtre », 2009  (ISBN 978-2-35516-060-8)

## Prix et distinctions
En 1995, Josep Maria Benet i Jornet reçoit le prix national de littérature dramatique pour E. R., puis en 1997 la Creu de Sant Jordi, distinction décernée par la Généralité de Catalogne, et le prix d'honneur des lettres catalanes en 2013.